# Nieuwe Kijk in 't Jatstraat
De Nieuwe Kijk in 't Jatstraat is een straat in de stad Groningen. De straat loopt vanaf de Diepenring naar het Noorderplantsoen in de Hortusbuurt. Zoals in Groningen gebruikelijk loopt de straat in het verlengde van de Oude Kijk in 't Jatstraat die van de Zwanestraat tot aan de Diepenring loopt.
De Nieuwe Kijk in 't Jatstraat werd aangelegd in de zeventiende eeuw, nadat Groningen aan de noordzijde van de middeleeuwse stad grootschalig werd uitgebouwd.

## Monumenten
De rijks- en gemeentelijke monumenten aan de Nieuwe Kijk in 't Jatstraat zijn:
| Object                                                     | Bouwjaar | Omschrijving                                                                                           | Monument  | Afbeelding |
| ---------------------------------------------------------- | -------- | --- | --------- | ---------- |
| Nieuwe Kijk in 't Jatstraat 3                              | 1893     | Voormalige Ambachtschool, gebouwd als Israëlistisch kostschool en schoolgebouw van het Guyot Instituut | GM 102715 |            |
| Nieuwe Kijk in 't Jatstraat 6                              |          | | GM 102738 |            |
| Nieuwe Kijk in 't Jatstraat 8                              |          | | RM 485948 |            |
| Nieuwe Kijk in 't Jatstraat 11                             |          | | GM 102717 |            |
| Nieuwe Kijk in 't Jatstraat 12/14/16 Anna Varwers Gasthuis | 1632     | | RM 18585  |            |
| Nieuwe Kijk in 't Jatstraat 23                             |          | | GM 102721 |            |
| Nieuwe Kijk in 't Jatstraat 66                             |          | | GM 102746 |            |
| Nieuwe Kijk in 't Jatstraat 68                             |          | | GM 102747 |            |
| Nieuwe Kijk in 't Jatstraat 70                             |          | | GM 103950 |            |

Achter de Muur · 
Akerkhof · 
Akerkstraat · 
Broerstraat · 
Brugstraat ·
Bruine Ruiterstraat ·
Burchtstraat · 
Butjesstraat ·
Carolieweg ·
Coehoornsingel · 
Donkersgang · 
Driften · 
Emmaplein · 
Folkingestraat · 
Folkingedwarsstraat ·
Ganzevoortsingel · 
Gasthuisstraatje ·
Gedempte Kattendiep ·
Gedempte Zuiderdiep ·
Gelkingestraat ·
Grote Kromme Elleboog ·
Grote Markt ·
Guldenstraat ·
Guyotplein ·
Haddingestraat ·
Haddingedwarsstraat ·
Hardewikerstraat ·
Hereplein · 
Herebinnensingel ·
Heresingel ·
Herestraat ·
Hoekstraat ·
Hofstraat ·
Hoge der A ·
Hoogstraatje ·
Jacobijnerstraat ·
Kleine der A ·
Kattenhage ·
Kleine Kromme Elleboog ·
't Klooster ·
Kostersgang ·
Koude Gat ·
Kreupelstraat ·
Kwinkenplein ·
De Laan ·
Lage der A ·
Lopende Diep ·
Lutkenieuwstraat ·
Marktstraat ·
Martinikerkhof ·
Munnekeholm ·
Muurstraat ·
Naberstraat ·
Nieuwe Boteringestraat ·
Nieuwe Ebbingestraat ·
Nieuwe Kerkhof ·
Nieuwe Kijk in 't Jatstraat ·
Nieuwe Markt ·
Nieuwstad ·
Noorderhaven ·
Oosterstraat ·
Ossenmarkt ·
Oude Boteringestraat ·
Oude Ebbingestraat ·
Oude Kijk in 't Jatstraat ·
Papengang ·
Pausgang · 
Pelsterstraat ·
Peperstraat ·
Poelestraat ·
Praediniussingel ·
Rademarkt ·
Radesingel ·
Reitemakersrijge ·
Rode Weeshuisstraat ·
Schoolstraat · 
Schoolholm · 
Schuitemakersstraat ·
Schuitendiep · 
Sieboldsgang · 
Singelstraat · 
Sint Jansstraat ·
Sint Walburgstraat ·
Spilsluizen ·
Stationsstraat ·
Steentilstraat ·
Stoeldraaierstraat · 
Torenstraat · 
Turfstraat ·
Turfsingel ·
Turftorenstraat ·
Ubbo Emmiussingel ·
Vismarkt ·
Visserstraat ·
Waagstraat ·
Zoutstraat ·
Zwanestraat